# Walter Gutiérrez
Walter Gutiérrez Camacho (1 de julio de 1958) es un abogado peruano y ex defensor del pueblo de Perú. Designado por un periodo de cinco años desde el 6 de septiembre de 2016 hasta abril de 2022. Asimismo, se desempeñó como embajador del Perú en el reino de España desde el 25 de enero de 2023 hasta mayo del 2024 durante el gobierno de Dina Boluarte.

## Biografía

### Estudios
Abogado por la Universidad de San Martín de Porres. Con un diplomado y un programa de especialización en Derechos Humanos en la Academia de Derechos Humanos y Derecho Internacional Humanitario de la American University Washington College of Law. Y el Netherlands Institute of Human Rights. Con estudios en maestría en Derecho Empresarial en la Universidad de Lima; con estudios de doctorado en Derecho Empresarial en la Universidad de Sevilla. Y diploma de posgrado en Derecho Civil en la Universidad de Salamanca.

### Carrera profesional
Se desempeñó como asesor en la comisión encargada de elaborar el Anteproyecto de Ley de Reforma del Código Civil del Perú (1997-1999) en el Congreso de la República.
En 2009, presidió la comisión encargada de elaborar el Anteproyecto de Código de Protección y Defensa del Consumidor. También fue asesor de la comisión encargada de elaborar el Anteproyecto de Ley de Reforma del Código Civil del Perú en el periodo 1997-1999.
Fue decano del Colegio de Abogados de Lima durante el Periodo 2008-2009. También se desempeñó como presidente de la Junta de Decanos de los Colegios de Abogados del Perú.
En las Elecciones regionales y municipales de Perú de 2014 fue presidente del Tribunal de Honor del Pacto Ético Electoral.  Ocupó el mismo cargo para las elecciones generales de Perú de 2016.
Es fundador de Gaceta Jurídica, Diálogo con la Jurisprudencia, del periódico y revista La Ley y del portal web www.laley.pe. 
Ha ejercido la docencia en la Universidad de Lima, en la Academia Diplomática del Perú y en la Universidad de San Martín de Porres.

## Función pública

### Defensor del Pueblo
Fue elegido por el Congreso de la República, el 6 de setiembre del año 2016, como sucesor de Eduardo Vega. Quien fue encargado de dirigir la Defensoría del Pueblo, durante cinco años (2011-2016), tras la salida de Beatriz Merino (2005-2011). Como defensor del Pueblo, fue el presidente de la Comisión Especial que eligió a los miembros de la Junta Nacional de Justicia. A inicios de 2020, tomó juramento a los miembros de la recién instalada Junta Nacional de Justicia. Se retiró en 2022.

### Embajador en España
Durante la crisis política por las protestas contra el gobierno de Dina Boluarte, en enero de 2023, fue designado por la presidenta como embajador político en los cargos de representante del Estado Peruano ante el reino de España y el principado de Andorra, y como representante ante la Organización Mundial del Turismo. Durante su mandato, defendió públicamente la constitucionalidad de la ley que autorizaba a viajar fuera del país a la presidenta reteniendo remotamente el despacho presidencial. Renunció a ambos cargos en mayo de 2024.
En julio de 2024, reveló que su renuncia se debió a diferencias sobre el desempeño político del gobierno y la conducta pública de la presidenta. En diciembre de ese mismo año, hizo público que consideraba que la presidenta Boluarte había incurrido en infracción a la constitución al someterse a una rinoplastía sin dar cuenta al Congreso ni a la opinión pública.

## Publicaciones
- La Constitución comentada (2005). Director.
- Derechos humanos (1995) con Carlos Mesía.
- Las constituciones del Perú (1993). Con Domingo García Belaúnde.